# 角野栄子
角野 栄子（かどの えいこ、本名：渡辺栄子、1935年1月1日 - ）は、日本の童話作家、絵本作家、ノンフィクション作家、エッセイスト。日本福祉大学客員教授。江戸川区角野栄子児童文学館（魔法の文学館）館長。神奈川県鎌倉市在住。

## 来歴・人物
東京府東京市深川区（現・東京都江東区深川）に生まれる。5歳の時に生母を病気で亡くし、寂しさを紛らわすために物語をよく空想した。深川で質屋を営んでいた父親は物語をよく聞かせてくれた。江戸川区立西小岩国民学校に入学する。父が再婚後すぐに出征したため父が戻るまで小岩の自宅で新しい母と弟で暮らした。小学4年生の秋、山形県西置賜郡長井町（現・長井市）に学童疎開する。深川の店は東京大空襲で焼失した。異母兄弟も含め6人きょうだい（姉1人、弟2人、妹2人）で育った。学童疎開先の山形から千葉県東葛飾郡木間ヶ瀬村（現・野田市）に移る。終戦後東京に戻り、大妻中学校に2年次編入する。1953年に大妻高等学校を卒業し、早稲田大学教育学部英語英文学科に入学する。早大時代は龍口直太郎ゼミに所属した。
大学卒業後、紀伊國屋書店出版部に勤務し一年ほどで結婚。インテリアデザイナーだった夫の希望で、1959年、24歳の時に自費移民としてブラジルに2年間滞在。早大時代の恩師、龍口の勧めにより、1970年（35歳）、ブラジル体験を元に描いたノンフィクション「ルイジンニョ少年、ブラジルをたずねて」で作家としてデビューする。
『魔女の宅急便』（1985年）は、大学生の時に写真週刊誌の『Life』で見た、「鳥の目の高さから見たニューヨークの風景写真」と、娘のリオ（後の作家くぼしまりお）が中学生の時に描いた魔女のイラストに着想を得て執筆され、宮崎駿によりアニメ映画化された。この作品を書いた時は魔女について特に詳しかったわけではなかったが、映画の公開に伴い魔女についての質問が多く寄せられたのをきっかけに魔女について調べ始めた。魔女についてのエッセイも執筆している。
ただ、このタイトルが「ヤマト運輸の商標権に触れて問題になった」と一部で話題になった。その原因は角野が第1作刊行時に宅急便はヤマト運輸の登録商標である事を知らなかったためである。映画化に至って、このアニメをそのままヤマト運輸のCMにした物も作られている。なお同映画を元にした登録商標をスタジオジブリが取得している。
角野は『魔女の宅急便』の映画化に際し、当初は唯一の注文として「キキが旅立つ時にキキの故郷の木に付けられていた鈴を鳴らすこと」のみを求めていた。その後、制作が進むに連れ内容が大きく変わることに否定的になったが、宮崎駿監督と数回対談し解決された。その「魔女の宅急便」はジブリ版の公開から約25年を経た2014年3月1日に実写版が制作・公開され、原作者である角野栄子が自らナレーションを担当した。
2000年に紫綬褒章、2014年に旭日小綬章を受章。
NHK全国学校音楽コンクール（Nコン） 2002年（第69回）・2019年（第86回）小学校の部で、課題曲「おさんぽぽいぽい」、「わたしは こねこ」の作詞を手がける。
2018年、国際アンデルセン賞作家賞を受賞。

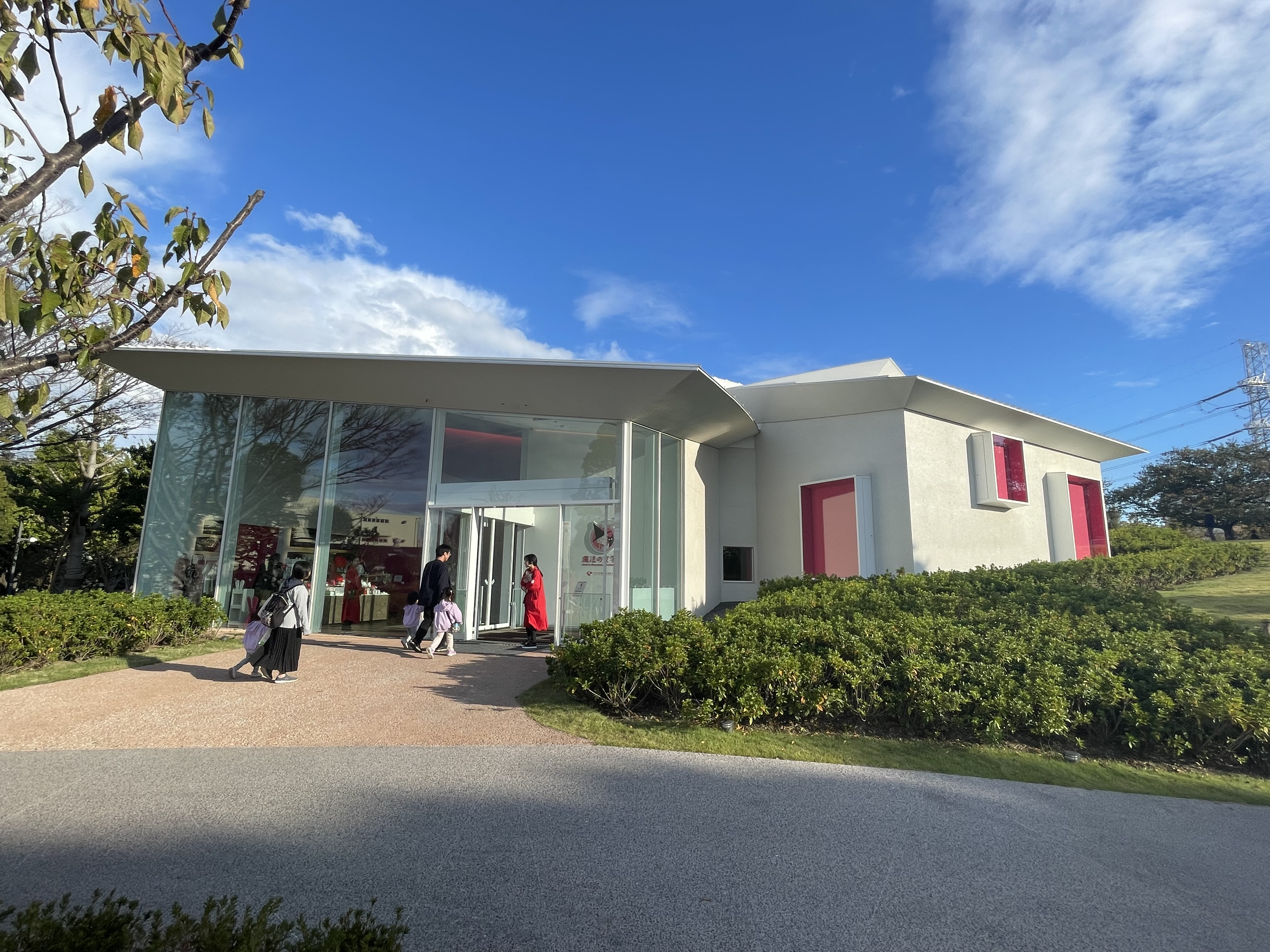
江戸川区角野栄子児童文学館

2020年10月27日、東京都江戸川区は、なぎさ公園展望の丘（江戸川区南葛西7丁目）に「江戸川区角野栄子児童文学館」を建設する基本計画を発表した。設計は隈研吾で、公園整備費をふくめ総工費は約30億円。2022年には一般公募で、愛称を「魔法の文学館」（英語名は、Kiki's Museum of Literature）に、そしてロゴマークを決定。2023年11月3日のオープンと、角野の館長就任が発表され、10月3日から日時指定で事前予約の受付が開始される。
2024年1月26日、ドキュメンタリー映画『カラフルな魔女 ～角野栄子の物語が生まれる暮らし』公開。
同月に併せて『総特集 角野栄子 ～水平線の向こう』（河出書房新社）も刊行された。

## 受賞歴
- 1982年 - 第29回「産経児童出版文化賞」大賞（「おおどろぼうブラブラ氏」）
- 1984年 - 第6回「路傍の石文学賞」（「ズボン船長さんの話」「わたしのママはしずかさん」）、「旺文社児童文学賞」（「ズボン船長さんの話」）、第31回「産経児童出版文化賞」（「おはいんなさい えりまきに」）
- 1985年 - 第23回「野間児童文芸賞」（「魔女の宅急便」）、第34回『小学館文学賞』（魔女の宅急便」）
- 1986年 - 「IBBYオナーリスト文学賞」（「魔女の宅急便」）
- 2000年 - 紫綬褒章
- 2011年 - 第34回「巖谷小波文芸賞」
- 2014年 - 旭日小綬章
- 2016年 - 第63回「産経児童出版文化賞」ニッポン放送賞（「トンネルの森1945」[28]）[29]
- 2018年 - 国際アンデルセン賞作家賞[30][31][32][33]
- 2023年 - 第33回紫式部文学賞[34]（「イコ トラベリング 1948 -」）

## 著書
- 『あしあとだあれ』（ポプラ社） 1970
- 『ルイジンニョ少年 ブラジルをたずねて』（ポプラ社） 1970
- 『ビルにきえたきつね』（ポプラ社） 1977.3
- 『ネッシーのおむこさん』（金の星社） 1979.8
- 『わたしのママはしずかさん』（偕成社） 1980.3、のち文庫
- 『なんだかへんですおるすばん』（フレーベル館） 1980.12
- 『ブラジル、娘とふたり旅 ブラジル紀行』（あかね書房） 1981.7、のち文庫
- 『ズボン船長さんの話』（福音館書店） 1981.7、のち文庫
- 『大どろぼうブラブラ氏』（講談社） 1981.10、のち青い鳥文庫
- 『ピザパイくんたすけてよ』（ポプラ社） 1981.7
- 『かばのイヤイヤくん』（小学館） 1981.12
- 『ポシェットさげたのらねこさん』（秋書房） 1982.10
- 『わすれんぼうをなおすには』（旺文社） 1982.12
- 『わたしのパパはケンタ氏』（偕成社） 1982.6、のち文庫
- 『はいこちらはがき新聞社』（文研出版） 1982.7
- 『ひょうのぼんやりおやすみをとる』（講談社） 1982.3
- 『おばあちゃんはおばけとなかよし』（小峰書店） 1983.10
- 『おばあちゃんのおみやげ』（小学館） 1983.12
- 『おはいんなさいえりまきに』（金の星社） 1984.1
- 『らくがきはけさないで』（あかね書房） 1984.5
- 『かえってきたネッシーのおむこさん』（金の星社） 1984.6
- 『わるくちしまいます』（ポプラ社） 1984.11
- 『おかしなうそつきやさん』（ポプラ社） 1984.11
- 『ナイナイナイナイ』（ひくまの出版） 1985.7
- 『くまくんのあくび』（ポプラ社） 1985.12
- 『おしりをチクンとささないで』（PHP研究所） 1985.2
- 『ハンバーガーぷかぷかどん』（ポプラ社） 1985.4
- 『ぞうさんのうんち』（ポプラ社） 1986.2
- 『ねこちゃんのしゃっくり』（ポプラ社） 1986.5
- 『もぐらさんのいびき』（ポプラ社） 1986.10
- 『ハナさんのおきゃくさま』（福音館書店） 1987.4
- 『くまくんのくしゃみ』（ポプラ社） 1987.4
- 『にゃあにゃあクリスマス』（講談社） 1987.11
- 『もぐらちゃんのおねしょ』（ポプラ社） 1988.12
- 『ぼく社長だよ、エヘン!』（あかね書房） 1988.4
- 『ごちそうびっくり箱』（筑摩書房） 1988.9
- 『なぞなぞあそびうた』1 - 2（のら書店） 1989 - 1992
- 『りすちゃんのなみだ』（ポプラ社） 1989.7
- 『アイとサムの街』（ポプラ社） 1989.10
- 『このゆびとまれ1ねんせい きゅうしょくブルブル』（ポプラ社） 1989.4
- 『ちびねこチョビ』（あかね書房） 1990.5
- 『ひょうのぼんやりおやすみをとる』（講談社） 1990.4
- 『ぶたぶたさんのおなら』（ポプラ社） 1990.12
- 『おみせやさん』（童心社） 1992.9
- 『ぼくのおとうと』（伊東寛共著、童心社） 1992.9
- 『ぼくはおにいちゃん』（伊東寛共著、童心社） 1992.6
- 『さよならママただいまママ』（あすなろ書房） 1992.6
- 『クリスマス・クリスマス』（福音館書店、たくさんのふしぎ傑作集） 1992.10
- 『ちびねこコビとおともだち』（あかね書房） 1993.12
- 『モコモコちゃん家出する』（クレヨンハウス） 1993.7
- 『ぼくびょうきじゃないよ』（福音館書店、<こどものとも>傑作集） 1994.8
- 『もぐらちゃんのおてておっぱい』（ポプラ社） 1994.9
- 『くまくんのしっぽ』（ポプラ社） 1994.4
- 『ナナさんはあみものやさんです』（リブロポート） 1994.10、のち改題『ナナさんのいい糸いろいろ』（理論社） 2002
- 『トラベッド』（福音館書店） 1994.6
- 『おさんぽぽいぽい』（福音館書店） 1995.11
- 『くまくんのおへそ』（ポプラ社） 1995.11
- 『ケンケンとびのけんちゃん』（あかね書房） 1995.12
- 『ライオンくんをごしょうたい』（偕成社） 1995.11
- 『おひさまアコちゃん まいにちまいにち』（小学館、おひさまのほん） 1996.4
- 『おひさまアコちゃんあそびましょ』（小学館、おひさまのほん） 1999.1
- 『だれかたすけて』（国土社） 1996.12
- 『チキチキチキチキいそいでいそいで』（あかね書房） 1996.11
- 『くまくんのおさんぽ』（ポプラ社） 1996.10
- 『一年生になるんだもん』（文化出版局） 1997.9
- 『あそびましょ』（あかね書房、ちいさなしかけえほん） 1997.9
- 『いいものみつけた』（あかね書房、ちいさなしかけえほん） 1997.9
- 『とかげのトホホ』（ポプラ社） 1997.4
- 『魔女のひきだし』(白泉社、MOE books） 1997.4
- 『ネネコさんの動物写真館』(理論社） 1997.4
- 『とかいじゅうシーシー』(理論社） 1997.9
- 『とかいじゅうシーシー ウタブタコブタ事件』(理論社） 2002.5
- 『魔女からの手紙』（ポプラ社） 1997.11
- 『ちいさな魔女からの手紙 魔女からの手紙2』（ポプラ社） 2008.10
- 『おだんごスープ』（偕成社） 1997.11
- 『ないしょのゆきだるま』（あかね書房） 1998.1
- 『魔女に会った』（福音館書店、たくさんのふしぎ傑作集） 1998.4
- 『だれのおうち?』（あかね書房、ちいさなしかけえほん） 1998.11
- 『おばけがいっぱい』（あかね書房、ちいさなしかけえほん） 1998.11
- 『オオくんとゆかいなかぞく』（ポプラ社） 1999.12
- 『オオくんのかぞく日記』（ポプラ社） 2000.6
- 『新魔女図鑑』（ブロンズ新社） 2000.12
- 『ちいさなおひめさま』（ポプラ社） 2001
- 『ネネンとミシンのふしぎなたび』（福音館書店） 2003.6
- 『びっくりさんちのみつごちゃん』（童心社） 2003.5
- 『パンパさんとコンパさんはとってもなかよし』（講談社） 2003.8
- 『おうちをつくろう』（学習研究社） 2005.4
- 『サラダでげんき 』（福音館書店、<こどものとも>傑作集） 2005.3
- 『もりのオンステージ』（文溪堂） 2005.3
- 『ラブちゃんとボタンタン』1 - 3（講談社） 2005 - 2008
- 『わがままなおにわ』（文溪堂） 2006.3
- 『おうちをつくろう』（学習研究社） 2006.6
- 『へんてこりんなおるすばん』（教育画劇） 2006.3
- 『モコモコちゃん家出する』（クレヨンハウス） 2006.9
- 『ブタベイカリー』（文溪堂） 2007.3
- 『角野栄子のちいさなどうわたち』1 - 6（ポプラ社） 2007.3
- 『わにのニニくんのゆめ』（クレヨンハウス） 2007.4
- 『イエコさん』（ブロンズ新社） 2007.8
- 『海のジェリービーンズ』（理論社） 2007.8
- 『ぶらんこギーコイコイコイ』（学習研究社） 2008.4、のち再刊（学研教育出版） 2010.4
- 『ランちゃんドキドキ』（ポプラ社、角野栄子の本だな1） 2008.7
- 『おそとがきえた!』（偕成社） 2009.1
- 『ダンスダンスタッタッタ』（ポプラ社、かどのえいこのちいさなえほん） 2009.3
- 『まんまるおつきさまおねがいよーう』（ポプラ社） 2009.5
- 『パパのおはなしきかせて』（小学館、すきすきレインボー） 2009.6
- 『パパはじどうしゃだった 』（小学館、すきすきレインボー） 2009.12
- 『あかちゃんがやってきた』（福音館書店、こどものとも絵本） 2009.10
- 『なぞなぞあそびえほん』（のら書店） 2009.11
- 「おさんぽぽいぽい」（作曲：新実徳英）
- 『ラスト ラン』（角川書店、銀のさじ） 2011.1
- 『イコ トラベリング 1948-』（角川書店） 2022.9

### 「ちいさなおばけアッチ・コッチ・ソッチ」シリーズ
- 『アッチ コッチ ソッチのちいさなおばけ』（ポプラ社）
- 『スパゲッティがたべたいよう』（ポプラ社） 1979.2
- 『ハンバーグつくろうよ』（ポプラ社） 1979.7
- 『カレーライスはこわいぞ』（ポプラ社） 1979.11
- 『おばけのコッチ ピピピ』（ポプラ社） 1980.9
- 『おばけのソッチ ぞびぞびぞー』（ポプラ社） 1980.11
- 『おばけのアッチ ねんねんねんね』（ポプラ社） 1981.11
- 『エビフライをおいかけろ』（ポプラ社） 1982.7
- 『おばけのコッチ あかちゃんのまき』（ポプラ社） 1982.11
- 『カレーパンでやっつけよう』（ポプラ社） 1983.6
- 『フルーツポンチはいできあがり』（ポプラ社） 1983.11
- 『おばけのソッチ1年生のまき』（ポプラ社） 1983.3
- 『おばけのアッチ スーパーマーケットのまき』（ポプラ社） 1984.6
- 『おばけのアッチ こどもプールのまき』（ポプラ社） 1985.7
- 『おばけのソッチ ラーメンをどうぞ』（ポプラ社） 1985.10
- 『アッチのオムレツぽぽぽぽぽ～ん』（ポプラ社） 1986.4
- 『おばけのソッチ およめさんのまき』（ポプラ社） 1986.11
- 『アッチとボンのいないいないグラタン』（ポプラ社） 1987.7
- 『おこさまランチがにげだした』（ポプラ社） 1987.12
- 『おばけのソッチ ねこちゃんのまき』（ポプラ社） 1991.10
- 『あかちゃんアッチはいはいしてる』（ポプラ社、おばけのアッチのあかちゃんえほん1） 1991.5
- 『あかちゃんアッチはんぶんこ』（ポプラ社、おばけのアッチのあかちゃんえほん2） 1991.5
- 『あかちゃんアッチみ～んなあくび 』（ポプラ社、おばけのアッチのあかちゃんえほん3） 1991.5
- 『おばけのアッチのあるかないかわからないごちそう』（ポプラ社） 1996.11
- 『おばけのアッチのおばけカレー』（ポプラ社） 1996.6
- 『音がでるおばけのアッチとけいえほん』（ポプラ社） 2008.3
- 『おばけのアッチとドララちゃん』（ポプラ社） 2010.7

### 「ねこのパジャマ」シリーズ
- 『なぞなぞのおうち』（講談社、ねこのパジャマシリーズ） 1984.11
- 『ねんねがだいすき』（講談社、ねこのパジャマシリーズ） 1984.11
- 『たんけんイエイエ』（講談社、ねこのパジャマシリーズ） 1985.2
- 『ねこのパジャマ だっこはいや』（講談社、ねこのパジャマシリーズ） 1985.7

### 「シップ船長」シリーズ
- 『シップ船長はいやとはいいません』（偕成社） 1985.9
- 『シップ船長といるかのイットちゃん』（偕成社） 2004.8
- 『シップ船長とゆきだるまのユキちゃん』（偕成社） 2005.12
- 『シップ船長とうみぼうず』（偕成社） 2007.7
- 『シップ船長とくじら』（偕成社） 2008.10

### 「魔女の宅急便」シリーズ
- 『魔女の宅急便』（福音館書店） 1985.1、のち文庫
- 『魔女の宅急便 その2 キキと新しい魔法』（福音館書店） 1993.6、のち文庫
- 『魔女の宅急便 その3 キキともうひとりの魔女』（福音館書店） 2000.10、のち文庫
- 『魔女の宅急便 その4 キキの恋』（福音館書店） 2004.3
- 『魔女の宅急便 その5 魔法のとまり木』（福音館書店） 2007.5
- 『魔女の宅急便 その6 それぞれの旅立ち』（福音館書店） 2009.10
- 『ファンタジーが生まれるとき 『魔女の宅急便』とわたし』（岩波ジュニア新書）  2004.12

### 「みんなともだち」
- 『ころんだころんだ』（リブロポート、みんなともだち1） 1992.5
- 『こちょこちょ』（リブロポート、みんなともだち2） 1992.5
- 『おすましおすまし』（リブロポート、みんなともだち3） 1992.5

### 「のびのびノンちゃん」シリーズ
- 『もりはなんでもやさん』（ポプラ社、のびのびノンちゃん1） 1993.11
- 『クーちゃんのはじめてのおしゃべり』（ポプラ社、のびのびノンちゃん2） 1994.3
- 『みんなでおみせやさん』（ポプラ社、のびのびノンちゃん3） 1995.1

### 「かいじゅうトゲトゲ」シリーズ
- 『かいじゅうトゲトゲ』（ポプラ社） 1999.9
- 『かいじゅうトゲトゲとミルクちゃん』（ポプラ社） 2001.5
- 『かいじゅうになりたいミルクちゃん』（ポプラ社） 2004.8

### 「ぷーらりさん」シリーズ
- 『もりのおばけのぷーらりさん』（ポプラ社） 1995.10
- 『ぷーらりさんとどろんここぶた』（ポプラ社） 1996.8
- 『ぷーらりさんと1ねんせい』（ポプラ社） 1996.3

### 「クーちゃんとテクテク」シリーズ
- 『みんなであそぼう』（ポプラ社、クーちゃんとテクテク1） 2000.5
- 『こんにちはおばけちゃん』（ポプラ社、クーちゃんとテクテク2） 2000.5
- 『おそらにいこう』（ポプラ社、クーちゃんとテクテク3） 2000.5

### 「リンゴちゃん」シリーズ
- 『リンゴちゃん』（ポプラ社） 2003.9
- 『リンゴちゃんのおはな』（ポプラ社） 2004.5
- 『リンゴちゃんとのろいさん』（ポプラ社） 2005.7

### 「アイウエ動物園」シリーズ
- 『しろくまのアンヨくん』（クレヨンハウス、アイウエ動物園） 2008.4
- 『まるこさんのおねがい』（クレヨンハウス、アイウエ動物園） 2009.5
- 『いっぽんくんのひとりごと』（クレヨンハウス、アイウエ動物園） 2010.7

## 翻訳
- 『わたしがあかちゃんだったとき 』（キャスリーン・アンホールト、文化出版局） 1990.11
- 『ねむたくなった』（ジェーン・R・ハワード、あかね書房） 1991.9
- 『くじらの歌ごえ』（ダイアン・シェルダン、ブックローン出版） 1991.6
- 『あたらしいおふとん』（アン・ジョナス、あかね書房） 1992.2
- 『チョコレート・ウェディング』（ポージー・シモンズ、リブロポート） 1992.4
- 『おばけれっしゃにのる』（アラン・アルバーグ、ポプラ社、ゆかいながいこつくん1） 1992.11
- 『ペットやさんにいく』（アラン・アルバーグ、ポプラ社、ゆかいながいこつくん2） 1992.11
- 『きょうはわたしのおたんじょうびよ』（キャスリーン・アンホールト、文化出版局） 1993.11
- 『わたしようちえんにいくの』（ローレンス・アンホールト、文化出版局） 1993.3
- 『庭のよびごえ』（ダイアン・シェルダン、ブックローン出版） 1994.9
- 『くまさん』（レイモンド・ブリッグズ、小学館） 1994.12
- 『はるまでまってごらん』（ジョイス・デュンバー、ほるぷ出版） 1995.3
- 『うさぎのホッパー ちかみちにはきをつけて』（マーカス・フィスター、講談社） 1996.6
- 『うさぎのホッパー きのうえのぼうけん』（マーカス・フィスター、講談社） 1997.9
- 『アップルパイをつくりましょ りょこうもいっしょにしちゃいましょ』（マージョリー・プライスマン、ブックローン出版） 1996.1
- 『どうしてそらはあおいの?』（サリー・グリンドリー、ほるぷ出版） 1997.1
- 『チビモグちゃんのおつきさま』（ハイアウィン・オラム、ほるぷ出版） 1998.1
- 『サリーちゃんとおおきなひまわり』（エマ・ダモン、ポプラ社） 1998
- 『ツィン!ツィン!ツィン! おたのしみのはじまりはじまり』（ロイド・モス、BL出版） 1998.5
- 『星空のどうぶつえん』（ジャックリン・ミットン、メディアファクトリー） 1998.9
- 『鏡 ゴースト・ストーリーズ』（スーザン・クーパー他、市河紀子共訳、偕成社） 1999.9
- 『たいへんはがないの』（エイミー・マクドナルド、BL出版） 1999.5
- 『わたしのだいじなかぞく』（キャスリーン&ローレンス・アンホールト、文化出版局） 1999.11
- 『あしたはたのしいクリスマス』（クレメント・クラーク・ムーア、小学館） 2000.12
- 『お祭りにいけなかったもみの木』（市川里美、偕成社） 2000.11
- 『ベッドがいっぱい』（ローレン・チャイルド、小学館） 2001.12
- 『こうさぎジャック しっぽはどこ?』（バーナデット・ワッツ、小学館） 2004.6
- 『ねむれないの、ほんとだよ』（ガブリエラ・ケセルマン、岩波書店） 2007.9
- 『こうさぎジャック ぼくたちともだち』（バーナデット・ワッツ、小学館） 2008.12
- 『エラのふしぎなぼうし』（カルメラ・ダミコ、小学館、ゾウのエラちゃんシリーズ1） 2010.3
- 『エラのはじめてのおつかい』（カルメラ・ダミコ、小学館、ゾウのエラちゃんシリーズ2） 2010.3

### ミック・インクペン
- 『あおいふうせん』（ミック・インクペン、小学館） 1990.12
- 『かぶとむしはどこ?』（ミック・インクペン、小学館） 1992.2
- 『こぶたいたらいいな』（ミック・インクペン、小学館） 1992.5
- 『ひつじいたらいいな』（ミック・インクペン、小学館） 1992.5
- 『ぼくのなまえはイラナイヨ』（ミック・インクペン、小学館） 1997.6
- 『あひるちゃん』（ミック・インクペン、小学館） 1998.10
- 『こぶたのアーノルド』（ミック・インクペン、小学館） 1998.10
- 『あめぽつんぽつん』（ミック・インクペン、小学館） 1998.10
- 『ペンギンスモールくん』（ミック・インクペン、小学館） 1999.12
- 『くまのこちゃん』（ミック・インクペン、小学館） 2000.3
- 『おやすみなさいおひめさま いいこはねんねねむねむねんね』（ミック・インクペン、小学館） 2000.6

#### 「キッパー」シリーズ
- 『ぼくキッパー』（ミック・インクペン、小学館） 1991.12
- 『キッパーのおもちゃばこ』（ミック・インクペン、小学館） 1992.12
- 『キッパーのおたんじょうび』（ミック・インクペン、小学館） 1993.8
- 『キッパーのくまちゃんさがし』（ミック・インクペン、小学館） 1996.10
- 『キッパーのゆきだるま』（ミック・インクペン、小学館） 1996.12
- 『すなあそび』（ミック・インクペン、小学館、リトルキッパー絵本） 1998.10
- 『ちょうちょ』（ミック・インクペン、小学館、リトルキッパー絵本） 2000.8
- 『プールがぷしゅー』（ミック・インクペン、小学館、リトルキッパー絵本） 2000.8
- 『キッパーのクリスマス』（ミック・インクペン、小学館） 1999.11
- 『キッパーのおふろだいすき』（ミック・インクペン、小学館、キッパーのはめえブック） 2000.3
- 『キッパーとあそぼうよ』（ミック・インクペン、小学館、キッパーのはめえブック） 2000.3
- 『キッパーのいただきます』（ミック・インクペン、小学館、キッパーのはめえブック） 2000.3
- 『キッパーのおやすみなさい』（ミック・インクペン、小学館、キッパーのはめえブック） 2000.3
- 『キッパーとおおきなたまご』（ミック・インクペン、小学館） 2001.3
- 『キッパーべたべた』（ミック・インクペン、小学館） 2001.3
- 『キッパーところころハムスター』（ミック・インクペン、小学館） 2002.8

### 「ちいくまくん」シリーズ
- 『ねむれないの? ちいくまくん』（マーティン・ワッデル、評論社） 1991.5
- 『ふたりいっしょだね ちいくまくん』（マーティン・ワッデル、評論社） 1997.4
- 『じょうずだね ちいくまくん』（マーティン・ワッデル、評論社） 1999.6
- 『おうちにかえろう ちいくまくん』（マーティン・ワッデル、評論社） 2001.7
- 『ぐっすりおやすみ、ちいくまくん』（マーティン・ワッデル、評論社） 2005.7

### ディック・ブルーナ
- 『スナッフィーのあかちゃん』（ディック・ブルーナ、講談社、ブルーナのおはなし文庫） 1994.9
- 『ミッフィーどうしたの?』（ディック・ブルーナ、講談社、ブルーナのおはなし文庫） 1994.3
- 『こぐまのボリス』（ディック・ブルーナ、講談社、ブルーナのおはなし文庫） 1994.3
- 『ボリスのゆきあそび』（ディック・ブルーナ、講談社、ブルーナのおはなし文庫） 1994.11
- 『ボリスとバーバラのあかちゃん』（ディック・ブルーナ、講談社、ブルーナのおはなし文庫） 1994.12
- 『アリスおばさんのパーティー』（ディック・ブルーナ、講談社、ブルーナのおはなし文庫） 1994.4
- 『ボリスとバーバラ』（ディック・ブルーナ、講談社、ブルーナのおはなし文庫） 1994.4
- 『ボリスのやまのぼり』（ディック・ブルーナ、講談社、ブルーナのおはなし文庫） 1994.5
- 『ミッフィーのおうち』（ディック・ブルーナ、講談社、ブルーナのおはなし文庫） 1994.5
- 『ミッフィーのたのしいテント』（ディック・ブルーナ、講談社、ブルーナのおはなし文庫） 1995.9
- 『ボリスのすてきなふね』（ディック・ブルーナ、講談社、ブルーナのおはなし文庫） 1997.6
- 『ミッフィーのおばあちゃん』（ディック・ブルーナ、講談社、ブルーナのおはなし文庫） 1997.6
- 『ミッフィーのたのしいびじゅつかん』（ディック・ブルーナ、講談社、ブルーナのおはなし文庫） 1998.3
- 『ちいさなロッテ』（ディック・ブルーナ、講談社、ブルーナのおはなし文庫） 2000.5
- 『ミッフィーとメラニー』（ディック・ブルーナ、講談社、ブルーナのおはなし文庫） 2000.5
- 『ボリスとあおいかさ』（ディック・ブルーナ、講談社、ブルーナのおはなし文庫） 2000.6
- 『ピンとペン』（ディック・ブルーナ、講談社、ブルーナのおはなし文庫） 2000.6
- 『ミッフィーのおばけごっこ』（ディック・ブルーナ、講談社、ブルーナのおはなし文庫） 2001.10
- 『まほうつかいミッフィー』（ディック・ブルーナ、講談社、ブルーナのおはなし文庫） 2002.7
- 『ミッフィーとおどろう』（ディック・ブルーナ、講談社、ブルーナのおはなし文庫） 2003.7
- 『ボリスはパイロット』（ディック・ブルーナ、講談社、ブルーナのおはなし文庫） 2003.10
- 『ミッフィーのてがみ』（ディック・ブルーナ、講談社、ブルーナのおはなし文庫） 2004.3

### 「テディベア」シリーズ
- 『テディベアのたんじょうび』（リー・デイビス、講談社） 1994.11
- 『テディベアのたからさがし』（リー=デイビス、講談社） 1995.10
- 『テディベアのたのしいがっこう』（リー=デイビス、講談社） 1997.3
- 『テディベアのクリスマス』（リー・デイビス、講談社） 1997.10

### 「チンプとジィー」シリーズ
- 『いたずらふたごチンプとジィー』（キャサリンとローレンス・アンホールト、小学館） 2002.5
- 『チンプとジィーおとだしてあそぼ』（キャサリンとローレンス・アンホールト、小学館） 2003.2
- 『チンプとジィーあそびましょ』（キャサリンとローレンス・アンホールト、小学館） 2003.2

### 「ラガディ・アン」シリーズ
- 『ラガディ・アン ありがとうの気持ち 毎日のちょっとした幸せ』（ジョニー・グルエル、金の星社） 2003.12
- 『ラガディ・アン キャンディ・ハートの知恵』（ジョニー・グルエル、金の星社） 2004.3
- 『ラガディ・アン 友情のことば』（ジョニー・グルエル、金の星社） 2004.3

### 「ふたりはなかよし」シリーズ
- 『ふたりはクリスマスで』（イローナ・ロジャーズ、そうえん社、ふたりはなかよしシリーズ1）  2007.10
- 『ふたりはなかよし』（イローナ・ロジャーズ、そうえん社、ふたりはなかよしシリーズ2） 2007.10
- 『ふたりでブランコ』（イローナ・ロジャーズ、そうえん社、ふたりはなかよしシリーズ3） 2008.1
- 『ふたりでおえかき』（イローナ・ロジャーズ、そうえん社、ふたりはなかよしシリーズ4） 2008.3
- 『ふたりでおかいもの』（イローナ・ロジャーズ、そうえん社、ふたりはなかよしシリーズ5） 2008.6

## 映画
- 魔女の宅急便（2014年3月1日、東映） - パンを受け取る客 役、ナレーション
- カラフルな魔女 ～角野栄子の物語が生まれる暮らし～（2024年1月26日、KADOKAWA）※ドキュメンタリー映画[35]

## テレビ出演
- あの日 昭和20年の記憶「先生の背広姿に終戦を実感」（2005年10月22日、NHK BS2）[36]
- あさイチ（2018年6月15日・2021年11月1日、NHK総合） - プレミアムトーク ゲストあさイチ[37][38]
- 徹子の部屋（2018年8月15日、テレビ朝日）[39]
- カラフルな魔女の物語から角野栄子85歳の鎌倉暮らし（2020年11月22日・29日、NHK Eテレ）[注 3]
- カラフルな魔女～角野栄子の物語が生まれる暮らし～（2021年8月19日 - 、NHK Eテレ）[42][注 4]
- 世界一受けたい授業（2024年1月13日、日本テレビ）[52]